# Funky Stuff
Funky Stuff is een Nederlandse funkband. De band werd in 1984 opgericht door de destijds veertienjarige Candy Dulfer. In 1987 werd de band ontbonden, om vervolgens door te gaan als Candy Dulfer's Funky Stuff, in een jongere bezetting. Samen met Ulco Bed schreef Dulfer de nummers voor de band, waar ze een nominatie voor een Grammy Award aan over hielden.
Tijdens optredens trok Candy Dulfer meestal alle aandacht vanwege haar internationale bekendheid, maar de optredens van de band werden doorgaans uitgevoerd in meerdere delen, waarin Candy Dulfer juist niet continu de hoofdrol speelde.

## Muzikanten
- Candy Dulfer - altsax
- Ulco Bed - gitaar
- Thomas Bank - toetsen[2]
- Trijntje Oosterhuis - zang[5]
- Moon Baker - zang[5]